# Alain Lombard

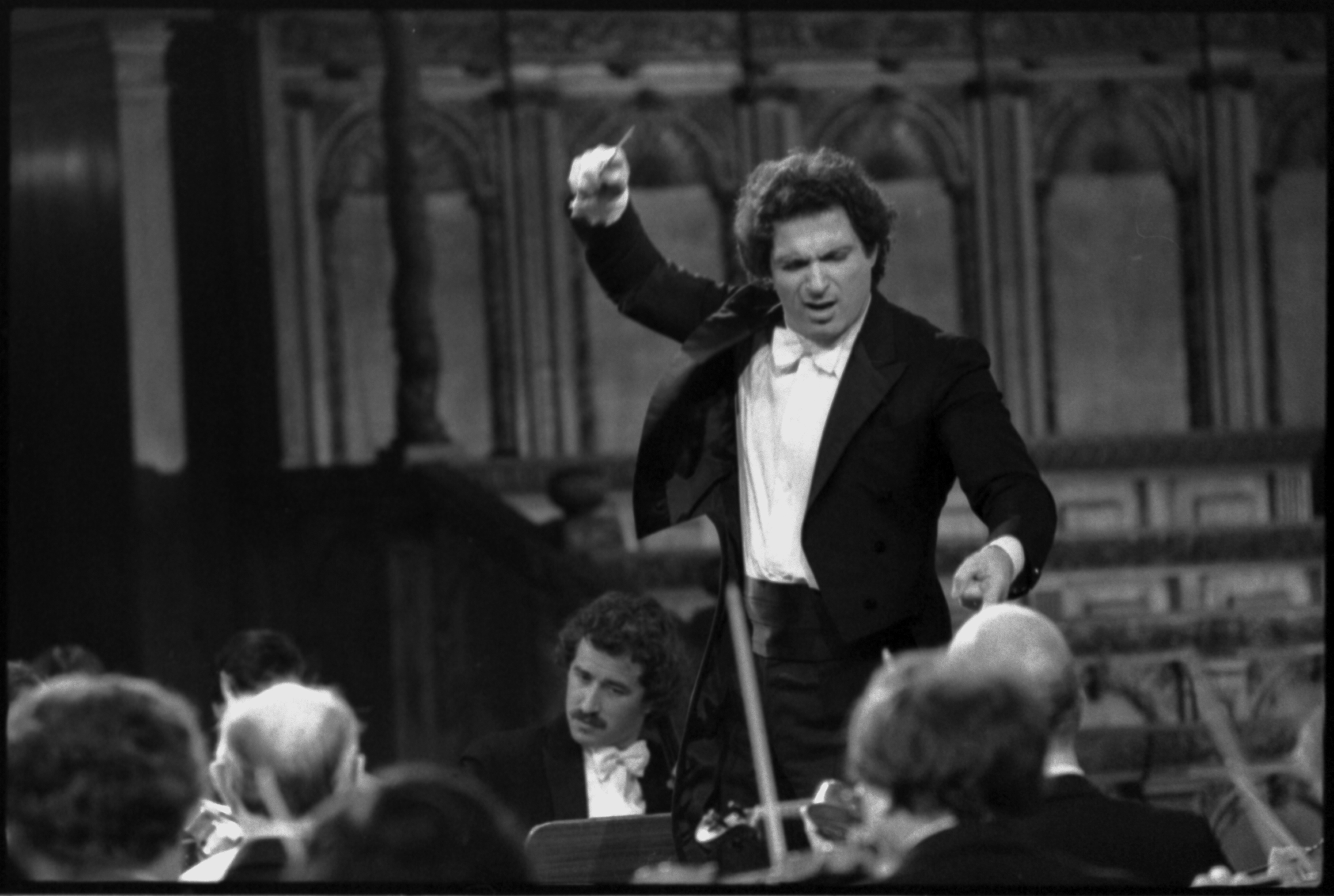
Alain Lombard in 1980

Alain Lombard (Parijs, 4 oktober 1940) is een Frans dirigent. 
Hij studeerde aan het Conservatoire national supérieur de musique, waar hij viool volgde bij Line Talleul en een directie-opleiding kreeg van Gaston Poulet. In 1966 won hij een gouden medaille op het Dimitri Mitropoulos Concours.  In 1967 dirigeerde hij zijn eerste werk bij de Metropolitan Opera. Verder was hij assistent-dirigent van Leonard Bernstein bij de New York Philharmonic. 
In Nederland is Lombard bekend geworden doordat hij van 1979 tot 1989 vaste gastdirigent was bij het Residentie Orkest.
- Biblioteca Nacional de España: XX1003385
- Bibliothèque nationale de France: cb138967633 (data)
- CiNii: DA12347923
- Gemeinsame Normdatei: 132034115
- International Standard Name Identifier: 0000 0001 1947 5039
- Library of Congress Control Number: n81080037
- Nationale Bibliotheek van Letland: 000095037
- MusicBrainz: 157806df-21dd-4a36-993b-28ae10c6dc99
- Nationale Bibliotheek van Tsjechië: pna2013744387
- Nationale bibliotheek van Australië: 36079027
- Nationale Bibliotheek van Israël: 987007277275205171
- Nederlandse Thesaurus van Auteursnamen: 073017930
- Système universitaire de documentation: 075986132
- Virtual International Authority File: 22327940
- WorldCat: E39PBJkMMD3wHjck7rYrB6BF8C